# Retrato de Homem (Autorretrato?)
Retrato de Homem (Autorretrato?),é também conhecida como Retrato de Homem com Turbante, ou Retrato de Homem com Turbante Vermelho, é uma pintura a óleo do pintor flamengo Jan van Eyck, datada de 1433. Encontra-se na National Gallery, Londres desde 1851, e está presente em Inglaterra desde que Thomas Howard, 21.º Conde de Arundel o adquiriu, provavelmente durante o seu exólio em Antuérpia desde 1642-44.